# Gezwollen tolhoren
De gezwollen tolhoren (Gibbula tumida) is een slakkensoort uit de familie van de Trochidae. De wetenschappelijke naam van de soort werd in 1803, als Trochus tumidus, voor het eerst geldig gepubliceerd door George Montagu.

## Beschrijving
De gezwollen tolhoren is een zee-huisjeslak met een kleine, nauw navelvormige schelp die een verhoogde conische vorm heeft. De grootte van het schelp varieert tussen 4 en 10 mm. De kleur is witachtig, afwisselend gestreept of gevlekt met bruin. De zes tot zeven matig bolle windingen, aan bovenkant afgeplat, zijn convex en omgeven door talrijke, nauwe fijne strepen. De navel is nauw, kommavormig en vrij diep. 
Deze soort is gemakkelijk te herkennen aan de vorm; de windingen zijn net onder de hechtingen een beetje opgezwollen, en de basis van de opening is gewoonlijk een beetje uitlopend.

## Verspreiding
Deze slakkensoort komt voor in de Noord-Atlantische Oceaan van Gibraltar tot de Barentszzee. In de Noordzee voornamelijk in noordelijke streken en in diep water. Wordt op de Nederlandse stranden alleen gevonden op drijvende voorwerpen (wulkeieren) en als fossiel.